# 이범윤
이범윤(李範允, 1856년 12월 29일 ~ 1940년 10월 20일)은 구한말 복벽주의 성향 독립운동가였다. 연해주에서 무장 독립군을 조직하여 국내침공작전을 추진했던 그는 대한제국에서 변계경무서 예하 북변간도관리사 직책을 지냈다. 본관은 전주(全州)이다.

## 출생과 성장
무위대장을 지낸 조선 말기의 무관(武官) 출신인 이경하(李景夏)의 아들로서 1856년 12월 29일 경기도 고양군(현재 동대문구 신설동)에서 출생했다. 구한말의 정치인 겸 외교관을 지낸 이범진(李範晋)의 6촌 재종 아우이며 구한말의 외교관을 지낸 이위종(李瑋鍾)의 친가 7촌 재종 숙부이다. 한때 경기도 양주에서 잠시 유아기를 보낸 적이 있으며 훗날 한성부에서 성장하였다. 1875년부터 1880년까지 5년간 청나라 만주 연길에 체재한 그는 1887년 음서 천거로써 관료가 되어 이후 구한 말 간도 문제로 청나라와의 갈등 끝에 변계경무서가 설치된 뒤 1902년 간도시찰(間島視察)로 임명되기까지의 경력에 대해서는 그다지 잘 알려져 있지 않다.

## 공직
그는 간도로 파견되었고, 이듬해(1903년)에는 간도관리사로 임명되어 간도 지역 조선인에 대한 행정 업무를 전담하였다. 이범윤은 이 지역의 포수들로 자위적 성격의 군대인 사포대를 조직하였는데, 이 사포대가 향후 간도 지역 의병운동의 한 기반이 되었다.
간도관리사로 재직 중이던 1904년 러일 전쟁이 발발하자 그는 러시아 군대와 연대하여 함경북도 지역에서 일본군과 교전했다. 러일 전쟁이 일본의 승리로 끝나자 1906년 이범윤은 자신을 따르는 사람들을 이끌고 러시아령으로 망명했다.

## 독립 운동
이 지역에 이미 이민해 와 있었던 거부 최재형의 도움으로 의병 부대(연추의병부대)가 조직되었으며, 러시아제 무기로 무장할 수 있었다. 의병 지원을 위한 동의회(총장 최재형)와 창의회를 결성하고 연추의병부대 총독에 취임했다. 안중근과 엄의섭 등이 참가한 연추의병부대는 러시아령에 머물면서 수 차례 국내에 진입하여 많은 전과를 올렸다.
1909년 안중근의 이토 히로부미 저격 이후 그는 유인석의 13도의군(十三道義軍, 도총재 유인석)에 참가했다. 의병장 출신들이 중심이 된 13도의군에는 안창호와 이갑 등 계몽 운동 계열의 인사들도 참가하여 연합조직의 성격을 띠고 있었다. 이범윤이 창의군 총재를 맡은 이 조직과 한일 병합 조약 무효를 주장하는 성명회(聲明會)는 러시아 정부에 의해 해체되었다. 이범윤은 러시아 당국에 체포되어 7개월간 유형 생활을 했다.
1911년 연해주로 돌아와 홍범도, 이상설 등 이 지역의 독립 운동가들과 권업회(회장 최재형)를 조직해 얼마후부터 총재를 맡았고, 《권업신문》도 발행했다.

## 최후
그는 의군부와 대한독립군단의 총재, 신민부의 참의원 원장으로 추대되는 등 북간도와 연해주 지역 무장 독립 운동을 진행하다가 1940년 경성부에서 병사했다.

## 사후
- 대한민국 정부는 고인의 공헌을 기리기 위해 1962년 건국훈장 대통령장을 추서하였다.

## 가족 관계
- 할아버지: 이인달(李寅達)
- 아버지: 이경하(李景夏)
- 이복 형님: 이범진(李範晋)

## 같이 보기
- 독립유공자로 대통령장을 수여받은 사람

## 참고 자료
- 이범윤 : 독립유공자 공훈록 - 국가보훈처
- 대한민국 국가보훈처, 이 달의 독립 운동가 상세자료 - 이범윤, 2000년
- 이범윤 - 두산세계대백과사전